# MacroMall
MacroMall este un centru comercial în Brașov, inaugurat la sfârșitul anului 2005. Are o suprafață netă închiriabilă de aproape 7.900 de metri pătrați și 350 de locuri de parcare. MacroMall este situat în zona de sud a municipiului Brașov.
În anul 2006 MacroMall a fost cumpărat de către fondul britanic de investiții Carpathian pentru suma de 19 milioane de euro de la doi oameni de afaceri, germanul Aliosa Wagner și olandezul Gerard Heinen.